# Draconarius picta
Draconarius picta là một loài nhện trong họ Amaurobiidae.
Loài này thuộc chi Draconarius. Draconarius picta được Hsen Hsu Hu miêu tả năm 2001.